# Papoea (provincie)

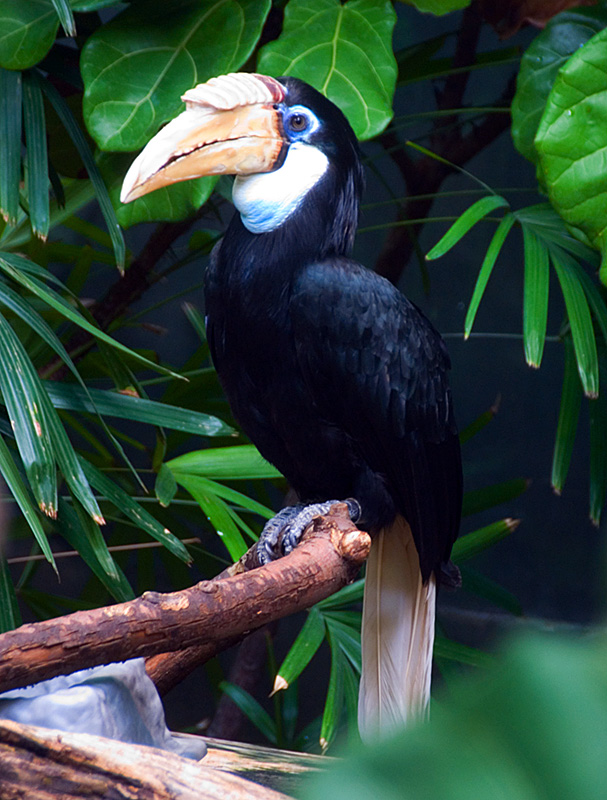
Papoea-jaarvogel

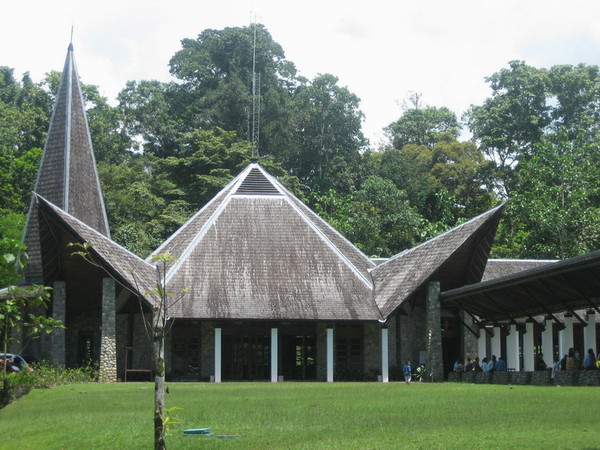
Kerk in Kuala Kencana

Papoea of Papua is een Indonesische provincie. Vroeger sloeg de naam op het hele westelijke deel van het eiland Nieuw-Guinea; thans is dat gebied onderverdeeld in de provincies Papoea en West-Papoea. Veel Papoea's willen liefst onafhankelijkheid voor heel West-Papoea (NB de Indonesische provincies West-Papoea én Papoea). In de loop van 2022 werden de Indonesische provincies Papua en Papua Barat (Papoea en West-Papoea) uiteindelijk opgedeeld met vier bijkomende provincies zodat Indonesisch Nieuw-Guinea sinds 17 november 2022 opgedeeld is in de volgende zes provincies: 
- Papua (onofficieel ook Noord-Papoea genoemd - Jayapura),
- Papua Barat (West-Papoea - Manokwari),
- Papua Tengah (Centraal-Papoea - Nabire),
- Papua Pegunungan (Papoea-Gebergte - Wamena),
- Papua Selatan (Zuid-Papoea - Merauke) en
- Papua Barat Daya (Zuidwest-Papoea - Sorong).

Er werd geopperd dat Zuidwest-Papoea eigenlijk Uiterst-West-Papoea (Papua Barat Extrema) moet heten.

## Bevolking, taal, religie
Papoea heeft 2,5 miljoen inwoners waarvan 1,5 miljoen inheemse Papoea's. De bekendste etnische groepen van Papoea zijn:
- Amungme
- Asmat
- Bauzi
- Biak
- Damal
- Dani
- Kamoro
- Kombai
- Korowai
- Lani
- Mee
- Nduga
- Sawi
- Sentani
- Yali
- Kitoe

De gesproken talen zijn de naar schatting ongeveer 250 regionale talen en het Indonesisch.
De overheersende godsdiensten zijn christendom (78%) en islam (21%). De oorspronkelijke godsdienst is het animisme. Dit komt in afgelegen streken nog voor.

## Geschiedenis

### Pre-koloniale periode
Het waren vooral de Austronesische inwoners van het ten noorden van Nieuw-Guinea gelegen eiland Biak die als Papwas van voor de 14e tot eind 16e eeuw berucht werden als piraten op hun raaktochten (plundertochten) in de sultanaten Ternate en Tidore bij Halmahera in de noordelijke Molukken en verder westwaarts naar het noorden van Sulawesi. Het was naar deze piraten dat als pars pro toto Nieuw-Guinea en zijn bewoners op de Molukken genoemd werden.

### Onder Nederlands gezag
Van 1607 tot 1949 maakte het deel uit van Nederlands-Indië. Na de onafhankelijkheid van Indonesië werd het gebied een aparte Nederlandse kolonie onder de naam Nederlands-Nieuw-Guinea.

### Overdracht aan Indonesië
In 1963 werd na een korte periode van bestuur van de Verenigde Naties onder de naam UNTEA het bestuur overgedragen aan Indonesië, onder de voorwaarde dat er een volksraadpleging gehouden zou worden waarin de bevolking over een eigen toekomst zou kunnen besluiten. Die volksraadpleging heeft in 1969 plaatsgevonden, maar werd uitgevoerd in de vorm van verkiezingsraden waarbij de uitgekozen stemgerechtigden onder dwang voor bestuur onder Indonesië stemden. In 1963 veranderde president Soekarno de naam van de provincie in Irian Barat (Westelijk Nieuw-Guinea). President Soeharto veranderde de naam later in Irian Jaya, de naam die de provincie tot in 2000 zou behouden.
De onderdrukking van de Papoea's in de periode 1977-1978 tijdens de 'Operatie Koteka' wordt door sommigen beschouwd als een genocide.

### Verlangen naar onafhankelijkheid
Direct na het aftreden van Soeharto op 21 mei 1998 kwam in Papoea het verlangen naar vrijheid en onafhankelijkheid, Aspirasi Merdeka, weer naar boven. In juli 1998 richtten maatschappelijke organisaties en kerken in Jayapura FORERI, (Forum
Rekonsiliasi Rakyat Irian Jaya, het Forum voor de Verzoening van het Volk van Irian Jaya) op. Een van de taken van FORERI was het tot stand brengen van een dialoog tussen de Papoea's en de Indonesische regering. In januari 1999 verklaarde een team van 100 Papoea afgevaardigden, het Tim Seratus, unaniem tegenover president Habibie, dat de Papoea's onafhankelijk wilden worden.
Habibie's opvolger, president Abdurrahman Wahid veranderde de naam Irian eind 1999 officieus in Papoea, terwijl in oktober 2001 met de nieuwe Wet op de Speciale Autonomie de naam van de provincie officieel Papoea werd.

### Verdeling in drie provincies
Om acties van Papoea's voor onafhankelijkheid van Indonesië en ook om de politieke mogelijkheden van Papoea's binnen het raamwerk van de nieuwe Wet voor Speciale Autonomie van 2001 te bemoeilijken, besloot president Megawati Soekarnoputri onder druk van de Binnenlandse Veiligheidsdienst BIN en het Indonesische leger TNI, Tentara Nasional Indonesia, om per decreet in januari 2003 de provincie Papoea in drieën te verdelen. Een provincie West-Irian Jaya of Irian Jaya (Irja) Barat met Manokwari als hoofdstad en een provincie Midden-Irian Jaya (Irian Jaya Tengah) met Timika als hoofdstad, terwijl het restant, het Oostelijke deel van de Provincie Papoea, gewoon Papoea bleef heten met Jayapura (regentschap/Kota Madya) als hoofdstad.
Uiteindelijk is, na massale protesten van de bevolking en een juridische procedure tot het Hooggerechtshof, alleen West-Papoea (Papua Barat) gevormd, als afsplitsing van de oorspronkelijke provincie Papoea. Hierbij moet opgemerkt worden dat in West-Papoea BP actief is in een miljardenproject voor de winning van aardgas voor export naar China, terwijl in de beoogde provincie Midden-Irian Jaya (Irja Tengah) Freeport-McMoRan, de grootste goud- en kopermijn ter wereld exploiteert sinds 1967. De opdeling van de provincie Papoea, waar, door de Wet op de Speciale Autonomie van 2001 meer politieke en economische controle van Jakarta naar Jayapura gaat, zal zeker ook tot doel hebben de controle op deze twee grote projecten door leger, politie en de centrale regering te handhaven of te versterken.

### Petitie gericht aan de Verenigde Naties
In september 2017 werd een door 1,8 miljoen Papoea's ondertekende petitie aan de Verenigde Naties aangeboden waarin deze organisatie werd gevraagd Indonesië een tweede referendum te laten houden over onafhankelijkheid van wat zij beschouwen als hun land. En dit keer een echt, niet door dat land gemanipuleerd referendum. De handtekeningen waren in het diepste geheim verzameld en het land uit gesmokkeld.
Volgens de Leidse juriste mevrouw Fadjar Schouten-Korwa, voorzitter van de International Lawyers for West-Papua (ILWP), een wereldwijde organisatie van juristen en wetenschappers die zich inzetten voor het recht op zelfbeschikking van de circa 3 miljoen Papoea's, is het binnen enkele jaren kunnen houden van een referendum en het krijgen van zelfbestuur heel belangrijk. Op langere termijn dreigen de Papoea's door immigratie van Indonesiërs een minderheid in eigen land te worden. Grote verwachtingen had men van ex-kolonisator Nederland toen dat land in 2018 lid van de Veiligheidsraad van de Verenigde Naties werd (en in maart zelfs voorzitter daarvan).
Na maart 2018 kan gesteld worden dat Nederland niet aan die verwachtingen heeft kunnen voldoen. Er waren internationale conflicten (o.a. Jemen, Noord-Korea) die alle aandacht opeisten. Van de door Nederland voorbereide thema's kwam daardoor eigenlijk niets terecht. Het is overigens zeer de vraag of de Algemene Vergadering van de Verenigde Naties te laten stemmen over zo'n "Papoea-referendum" daarbij hoorde.
Bij zijn bezoek aan Indonesië in 2016 kaartte minister Bert Koenders mensenrechtenschendingen aan, maar hij benadrukte dat Nederland de territoriale onschendbaarheid van Indonesië blijft respecteren.
De Wereldraad van Kerken toonde zich eind mei 2019 in een verklaring "bezorgd over het grootschalig en aanhoudend geweld en de mensenrechtenschendingen" waaraan de inheemse (goeddeels christelijke) bevolking van (West)Papoea wordt blootgesteld. Er is volgens haar sprake van systematische marginalisatie van deze bevolkingsgroep, van discriminatie en verdrijving. Ook is er seksueel geweld tegen vrouwen en meisjes. Vier kerken op West-Papoea, ondersteund door de Wereldraad, roepen de Indonesische regering op tot een vreedzame dialoog met de onafhankelijkheidsbeweging op West-Papoea.
Nadat op 2 augustus 2019 de rooms-katholieke bisschop van Timika John Philip Saklil was overleden en vijf priesters in de maanden ervoor hebben katholieke gelovigen in Papoea het Vaticaan gevraagd een onafhankelijk onderzoek te starten naar hun dood. Zij stonden bekend om hun strijd voor de mensenrechten. Een lid van de katholieke studentenvereniging, Soleman Itlay, merkte op dat alle sterfgevallen een vast patroon volgden: een geestelijke kwam te overlijden tijdens een missie om een eind te maken aan geweld in Papoea. Veel Papoea's geloven dat er meer aan de hand is dan de ziekenhuizen vertellen.
Schattingen van het aantal burgers dat vanaf de jaren '60 spoorloos "verdween" variëren van 100.000 tot 500.000.

### Lobby vanuit Nederland

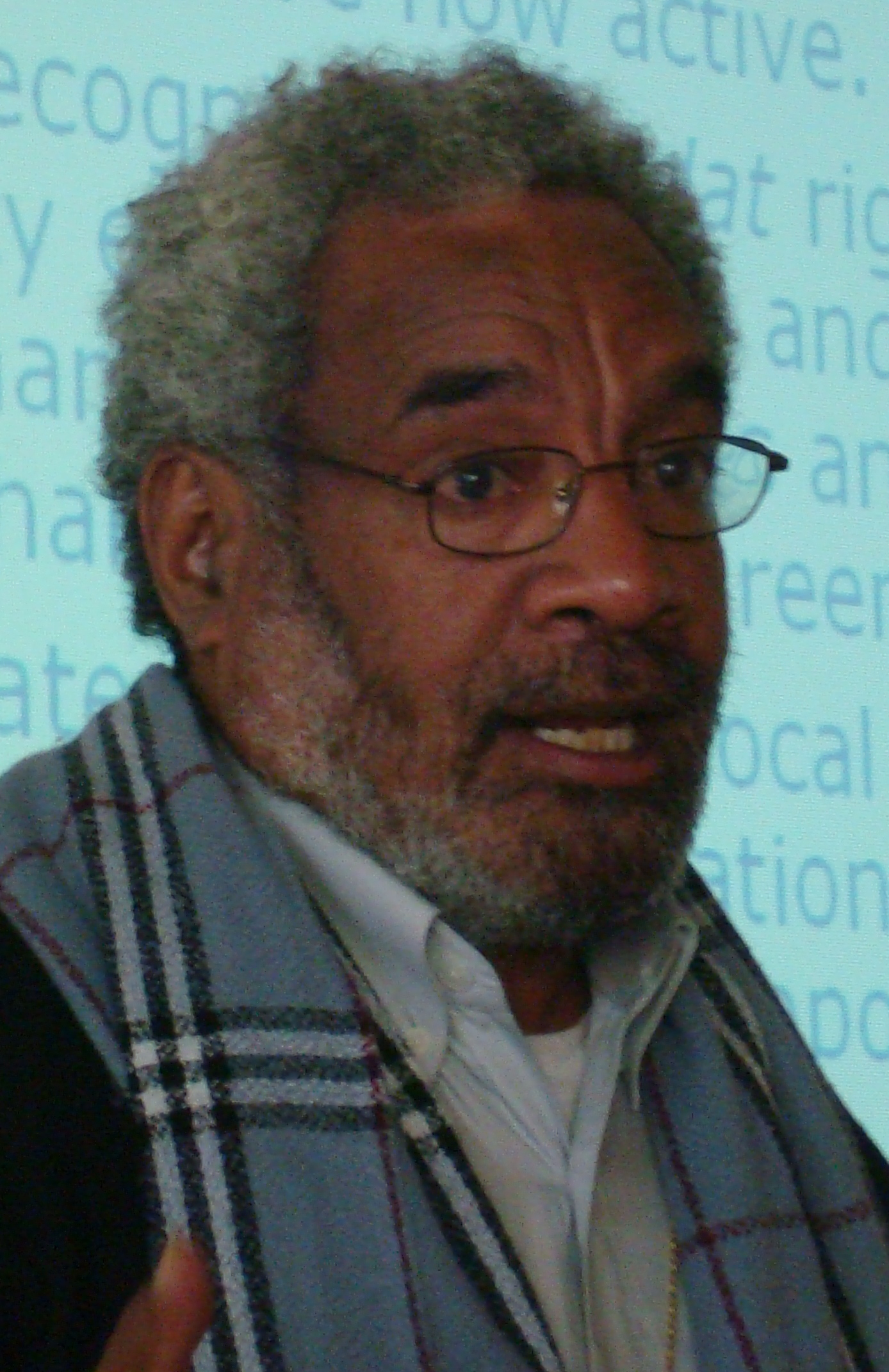
Viktor Kaisiepo 2007

In de periode van het UNTEA-bestuur in 1963 kwam een groep van ongeveer 500 Papoea's met hun gezinnen naar Nederland, waarvan de mannen in Nederlandse overheidsdienst waren en daarom niet zonder grote risico's in Nieuw-Guinea konden blijven. Een van hen, Marcus Kaisiepo (1913-2000), oud-ambtenaar in Nederlands Nieuw-Guinea, ijverde vanuit Nederland tot zijn dood voor een vrij Papoea. Zijn zoon Viktor Kaisiepo (1948- 2010) heeft de organisatie Papua Lobby opgericht. Hij was lid van het Presidium van de Papua Raad (Presidium Dewan Papua) en woordvoerder van de gezamenlijke Papoea-organisaties in Nederland, het West Papoea Volksfront. Hij lobbyde in commissies van de VN voor de rechten van de Papoea's en andere inheemse volken. Kaisiepo wilde voor West-Papoea dezelfde rol spelen als José Ramos-Horta voor Oost-Timor.

## Geografie
Papoea omvat 21% van het Indonesische landoppervlak, en het omvat de grootste oppervlakten aan regenwoud buiten het Amazonebekken (zie ook Amazoneregenwoud). Papoea bevat omvangrijke voorraden aan delfstoffen zoals nikkel, goud, koper, olie en gas en andere rijkdommen zoals tropisch hout en vis.

### Steden
De volgende steden van enige betekenis komen in Papoea voor:
- Abepura
- Agats
- Biak-stad
- Fakfak
- Jayapura (Hollandia)
- Merauke (Zuid-Papoea)
- Mindiptanah
- Nabire (Centraal-Papoea)

- Ransiki
- Sausapor
- Serui
- Tanamerah
- Tembagapura
- Timika
- Wamena (Papoea-Gebergte)
- Wasior

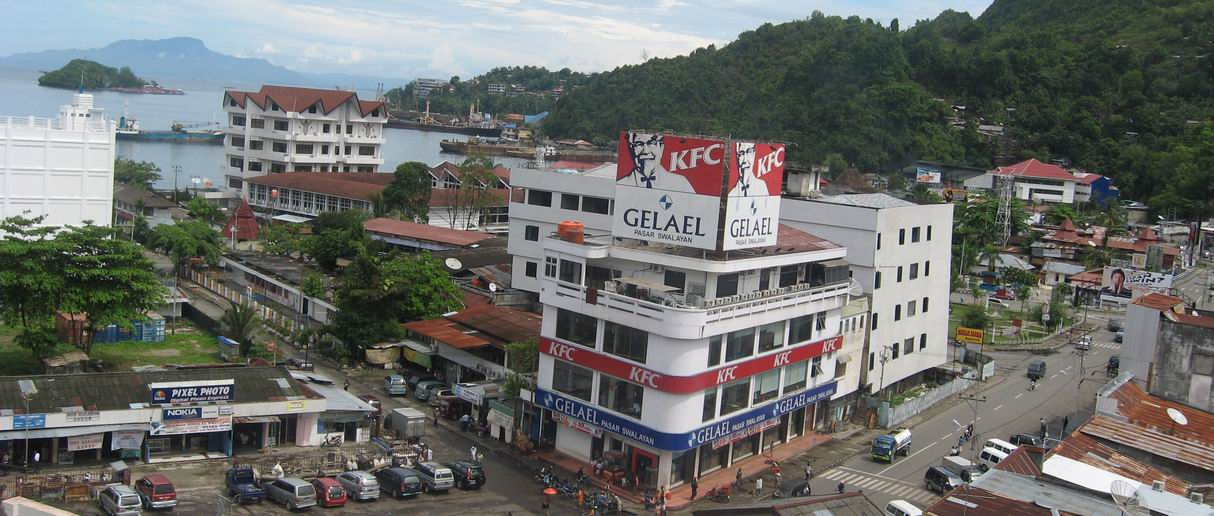
Jayapura
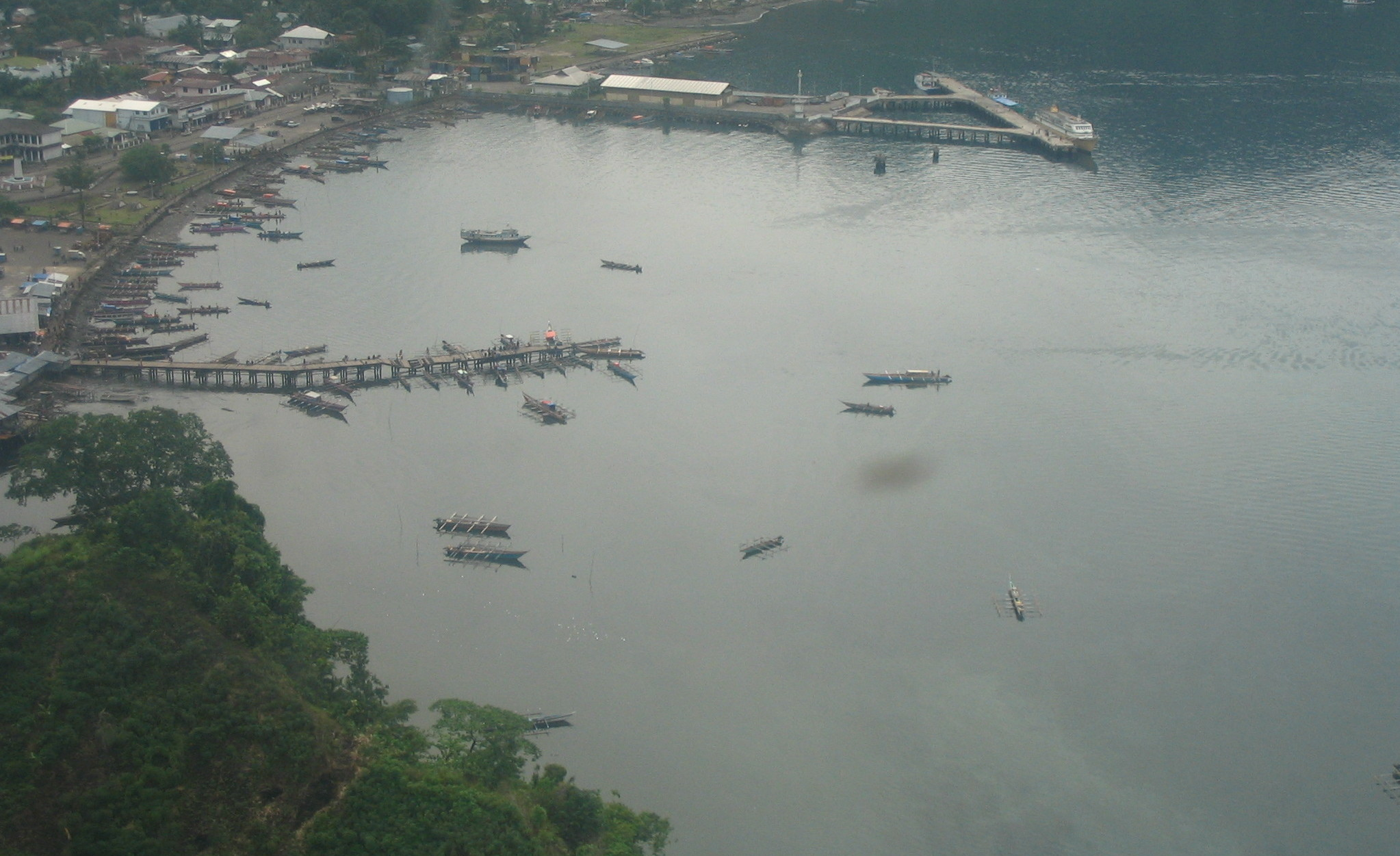
De haven van Serui
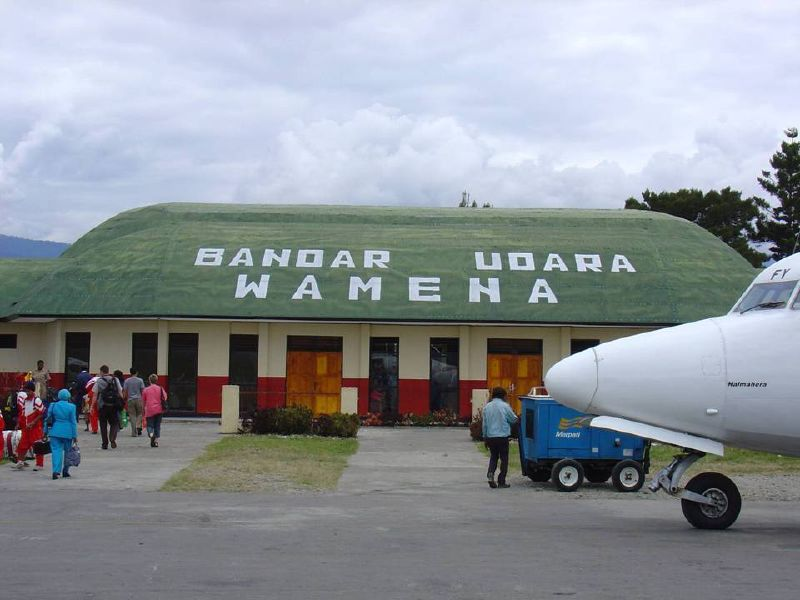
Vliegveld van Wamena

### Eilanden
De volgende eilanden maken deel uit van Papoea:
- Biak
- Japen (Yapen)
- Num
- Numfor (Numfoor)

- Padaido-eilanden
- Wakde
- Yos Sudarso (Kolepom, Frederik-Hendrikeiland, Dalak)

## Bestuurlijke indeling
Het westelijke deel van het eiland Nieuw-Guinea, bestaat sinds 2003 uit twee provincies: de provincie Papoea en de provincie West-Papoea (tot 2007 Irian Jaya Barat). De provincie Papoea bestaat uit 28 regentschappen (kabupaten) en de zelfstandig bestuurde stad (kota otonom) Jayapura:
- Asmat
- Biak-Numfor
- Boven Digoel
- Deiyai
- Dogiyai
- Intan Jaya
- Jayapura
- Jayawijaya
- Keerom
- Kepulauan Yapen
- Lanny Jaya
- Mamberamo Raya
- Mamberamo Tengah
- Mappi
- Merauke

- Mimika
- Nabire
- Nduga
- Paniai
- Pegunungan Bintang
- Puncak
- Puncak Jaya
- Sarmi
- Supiori
- Tolikara
- Waropen
- Yahukimo
- Yalimo